# Slät wobbegong
Slät wobbegong (Orectolobus wardi) är en hajart som beskrevs av Gilbert Percy Whitley 1939. Slät wobbegong ingår i släktet Orectolobus och familjen Orectolobidae. Inga underarter finns listade i Catalogue of Life.
Arten förekommer i havet norr om Australien och söder om Papua Nya Guinea. En avskild population lever kring Moluckerna. Individerna dyker till ett djup av 3 meter. De gömmer sig ofta i havsgrottor. Den största kända individen var 63 cm och den uppskattade maximilängden är 100 cm. En 45 cm lång hanne var könsmogen. Honor lägger inga ägg utan föder levande ungar.
Denna haj hamnar sällan som bifångst i fiskenät. Populationens storlek är okänd. IUCN kategoriserar arten globalt som livskraftig.